# 国立虎尾科技大学
国立虎尾科技大学（こくりつこびかぎだいがく National Formosa University、略称NFU; 國立虎尾科技大學）は、台湾雲林県にある中華民国の国立技術大学である。略称は虎尾科大または虎科大。現在4学院 19学系 10研究所を有す。

## 歴史
| 年     | 月日 | 事跡 |
| ------ | ---- | --- |
| 1980年 | 7月  | 「台湾省立雲林工業専科学校」として開校 機械製造、機械材料、機械設計、動力機械、電機工学の5科を設置                       |
| 1981年 | 7月  | 「国立雲林工業専科学校」と改称                                                                                           |
| 1987年 | 7月  | 2年制夜間部機械工学科を設置                                                                                              |
| 1988年 | 7月  | 5年制光電工学、自動化工学科を設置                                                                                        |
| 1989年 | 7月  | 2年制日間部機械製造工学、電機工学科を設置                                                                                |
| 1990年 | 8月  | 専科進修補校を併設し機械製造、機械材料、機械設計、動力機械、電機工学等五科を設置 2年制日間部機械工学科自動車コースを設置 |
| 1991年 | 8月  | 2年制日間部機械設計科、工業工学管理科を設置                                                                              |
| 1992年 | 3月  | 2年制日間部工業工学管理科を工業工学科と改称                                                                              |
| 1992年 | 4月  | 2年制夜間部機械工学科改科を機械製造工程科と改称                                                                          |
| 1992年 | 7月  | 二專夜間部電機工学科を設置                                                                                               |
| 1992年 | 8月  | 2年制日間部自動化工学科、光電工学科を設置                                                                                |
| 1993年 | 8月  | 日間部機械工学科自動車コースを車輛工学科として独立                                                                       |
| 1995年 | 8月  | 2年制日間部航空工学科を設置                                                                                              |
| 1997年 | 7月  | 「国立虎尾技術学院」と改称                                                                                               |
| 1997年 | 8月  | 2年制日間部自動化工学技術系、光電工学技術系、動力機械工学技術系を設置                                                    |
| 1998年 | 8月  | 2年制日間部機械材料工学技術系、電機工学技術系、機械設計工学技術系を設置                                                  |
| 1999年 | 8月  | 2年制日間部機械製造工学系、車輛工学系、工業工学系及び4年制航空工学系機械コース,航空工学系航空電子コースを設置            |
| 2000年 | 8月  | 4年制日間部情報管理系を設置                                                                                              |
| 2001年 | 8月  | 4年制日間部応用外語系、4年制夜間部情報管理系、2年制夜間部情報管理系を設置                                                |
| 2002年 | 8月  | 動力機械研究所、光電研究所を設立 4年制日間部情報工学系、財務金融系を設置                                                 |
| 2004年 | -    | 「国立虎尾科技大学」と改称                                                                                               |

## 組織
| - 工学院 - 機械機電工学研究所 - 機械コンピュータ補助工学系 - 機械設計工学系 - 自動化工学系 - 動力機械工学系 - 材料科学工学系 - 航空工学系 - 車輛工学系 - 電機情報学院 - 光電材料テクノロジー研究所 - 電機工学系 - 情報工学系 - 光電工学系 - 電子工学系 | - 管理学院 - 工業管理系 - 情報管理系 - 工業工学管理研究所 - 財務金融系 - 企業管理系 - 文理学院 - 教養教育課程センター - バイオテクノロジー系 - 応用外語系 - 共同科 - マルチメディア設計系 - レジャー事業経営系 - 言語センター |

## 歴代学長
| 代    | 氏名   | 任期            |
| ----- | ------ | --------------- |
| 初代  | 張天津 | 1980年 - 1989年 |
| 第2代 | 余政光 | 1989年 - 1999年 |
| 第3代 | 林見昌 | 1999年 - 2005年 |
| 第4代 | 林振徳 | 2005年 - 2013年 |
| 第5代 | 覺文郁 | 2013年 - 2021年 |
| 第6代 | 張信良 | 2021年 -        |

## 姉妹校
- 日本
  - 近畿大学 (Kinki University)
  - 明治大学 (Meiji University)
  - 大阪工業大学 (Osaka Institute of Technology)
  - 広島国際大学 (Hiroshima International University)
  - 摂南大学 (Setsuan university)
  - 法政大学 (Hosei University)
  - 群馬大学 (Gunma University)
  - 高知工科大学 (Kochi University of Technology)